# Liczby czworościenne

Piątą liczbą czworościenną jest 35

Liczby czworościenne – liczby naturalne będące ilością kul ułożonych w regularnej przestrzennej siatce i wypełniających czworościan foremny. Są szczególnym przypadkiem liczb piramidalnych.
Kolejnymi liczbami czworościennymi {\displaystyle T_{n}} są: 1, 4, 10, 20, 35, 56, 84, 120, 165,...
n-ta liczba czworościenna jest to suma n początkowych liczb trójkątnych.
n-tą liczbę czworościenną można wyznaczyć ze wzoru {\displaystyle T_{n}={\frac {n(n+1)(n+2)}{6}}={n+2 \choose 3}.}
Suma odwrotności kolejnych liczb czworościennych:{\displaystyle \sum _{n=1}^{\infty }{\frac {1}{T_{n}}}={\frac {1}{1}}+{\frac {1}{4}}+{\frac {1}{10}}+{\frac {1}{20}}+...={\frac {3}{2}}}
A.J. Meyl udowodnił w 1878, że istnieją tylko 3 liczby czworościenne będące kwadratami liczb naturalnych:
T1 = 1² = 1
T2 = 2² = 4
T48 = 140² = 19600
Zbiór liczb czworościennych i trójkątnych ma tylko 5 elementów wspólnych i są nimi:
T1 = Trójkątna1 = 1
T3 = Trójkątna4 = 10
T8 = Trójkątna15 = 120
T20 = Trójkątna55 = 1540
T34 = Trójkątna119 = 7140